# Jorgji Kona
Jorgji Vasil Kona (Tirana, 23 febbraio 1932 – 29 luglio 2009) è stato un cestista e pallavolista albanese.

## Carriera
Con l'Albania ha disputato i  Campionati europei del 1957.